# Myrmecium reticulatum
Myrmecium reticulatum är en spindelart som beskrevs av Dahl 1907. Myrmecium reticulatum ingår i släktet Myrmecium och familjen flinkspindlar.
Artens utbredningsområde är Peru. Inga underarter finns listade i Catalogue of Life.